# João Bergese
João Bergese, nascido Giovanni Bergese (Savigliano, 13 de setembro de 1935 – Pouso Alegre, 21 de março de 1996) foi um sacerdote católico italiano radicado no Brasil. Foi o primeiro bispo de Guarulhos e o segundo arcebispo de Pouso Alegre.
João Bergese foi ordenado padre no dia 1º de dezembro de 1963.
No dia 11 de fevereiro de 1981, o Papa João Paulo II nomeou João Bergese como primeiro bispo de Guarulhos, em São Paulo. Dom João recebeu a ordenação episcopal no dia 5 de abril de 1981, das mãos de Dom Carmine Rocco, Dom Emílio Pignoli e Dom Angélico Sândalo Bernardino.
No dia 5 de maio de 1991 foi nomeado arcebispo de Pouso Alegre, em Minas Gerais.

## Sucessão
Dom João Bergese foi o segundo arcebispo de Pouso Alegre, sucedeu a Dom José d'Angelo Neto e foi sucedido por Dom Ricardo Pedro Chaves Pinto Filho, O. Praem..